# Frankenia pauciflora
Frankenia pauciflora är en frankeniaväxtart som beskrevs av Dc. Frankenia pauciflora ingår i släktet frankenior, och familjen frankeniaväxter.

## Underarter
Arten delas in i följande underarter:
- F. p. incrustata
- F. p. pauciflora
- F. p. serpyllifoliae